# Conventio ad excludendum
Conventio ad excludendum (с лат. — «Соглашение на исключение») — латинское выражение, обозначающее явное, но негласное соглашение или молчаливое взаимопонимание между несколькими политическими, экономическими или социальными группами, целью которого является исключение конкретной третьей стороны из определенных форм альянса, партнёрства или сотрудничества.
Получило известность, как обозначение политики, проводимой Христианско-демократической партией (ХДП) и возглавляемой ей коалиции «Пентопартито» (ХДП, Итальянская социалистическая партия (ИСП), Итальянская социал-демократическая партия (ИСДП), Итальянская либеральная партия (ИЛП) и Итальянская республиканская партия (ИРП) ) в отношении Итальянской коммунистической партии (ИКП), препятствующей ей войти в правительство страны, несмотря на наличие у коммунистов мощной электоральной поддержки (на выборах 1976 года — свыше трети избирателей). Также (в меньшей степени) эта политика применялась в отношении Итальянского социального движения (ИСД).

## В отношении ИКП
Выражение «conventio ad excludendum» было введено в итальянский политический лексикон в семидесятых годах юристом и политиком Леопольдо Элиа как обозначение политики партий-членов «Пентопартито» в отношении ИКП. Несмотря на то, что итальянские коммунисты под руководством Пальмиро Тольятти, Луиджи Лонго и, особенно, Энрико Берлингуэра в значительной степени отошли от ортодоксальных марксистско-ленинских позиций и прочно интегрировались в политическую систему страны, имея стабильную поддержку в центральных и северных регионах страны (Тоскана, Эмилия-Романья, Умбрия, Марке), а также проводили политику «исторического компромисса», непрерывно правящие с 1945 года христианские демократы стремились любыми способами не пропустить их в правительство страны. ИКП уже участвовала в правительственных коалициях в период функционирования кабинетов Пьетро Бадольо, Ферруччо Парри (3 министра) и Альчиде де Гаспери (в которых была представлена Пальмиро Тольятти Эрколи, занимавшим посты вице-премьера, министра юстиции и министра без портфеля) в соответствии со своей политикой «Салернского поворота», однако в 1947 году в соответствии с положениями «плана Маршалла» была исключена оттуда.
Свой интерес в ограничении политической роли компартии имели Соединённые Штаты Америки, опасавшиеся связей ИКП с Советским Союзом и странами соцблока. Американские спецслужбы осуществляли операцию «Гладио», направленную на дестабилизацию внутриполитической ситуации в Италии с целью усиления её зависимости от НАТО.
Попытки ИКП прорвать блокаду вокруг себя посредством сближения с «новыми левыми» и католическими кругами, поддержки событий 1968 года и переходом к еврокоммунизму наталкивались на сопротивление как ХДП и ИСП (видевших в этом лишь попытку расширить электоральную базу компартии за их счёт), так и ортодоксов внутри самой ИКП.
Некоторое ослабление этой политики наступило после муниципальных выборов 1975 года, когда компартия за счёт значительного отдаления от политики КПСС и программы, направленной на защиту демократической системы в условиях роста политического экстремизма ультралевого и ультраправого толка, смогла консолидировать вокруг себя значительную часть оппозиционного электората и значительно улучшить свои результаты (с 26 до 33,46%, получив дополнительные 47 мандатов и заняв 247 из 720 мест в региональных советах).
Парламентские выборы 20 июня 1976 года привели к значительному росту поддержки ИКП (улучшившей свои показатели на 7,3 процентных пункта и получившей 34,37% голосов, что дало ей 228 мандатов в Палате депутатов и 22 в Сенате), некоторому снижению голосов за ИСП и полному разгрому Итальянской либеральной партии, потерявшей 3/4 мест в парламенте. Энрико Берлингуэр, комментируя первые данные, поступающие с избирательных участков в ночь с 20 на 21 июня, сказал: «Товарищи, я думаю, вы уже знаете признаки, которые вытекают из первых результатов. Если говорить строго в количественном выражении, то мы переходим от представления чуть более четверти электората в 1972 году к стабильному представлению, имеющему глубокие корни, трети электората. Каждый третий итальянец голосует за коммунистов!». В ответ Индро Монтанелли призвал тех итальянцев, что ещё не определились с выбором, консолидировано голосовать за ХДП, чтобы не пропустить коммунистов к власти. На следующий день Национальный секретариат ИКП сообщил, что, помимо традиционного «красного пояса», коммунисты одерживают верх также в Лацио, Кампании, Лигурии и Валле-д'Аоста. 
«Многие истолковали наши предложения во время избирательной кампании как стремление участвовать в правительстве, — говорил Берлингуэр в интервью после выборов. — Это правда, мы сделали это предложение в интересах страны, но мы не делаем этого как односторонний порыв. Мы хотим услышать, какие предложения сделают другие стороны, в первую очередь ХДП и ИСП. Тогда будем решать».
3 июля Бениньо Закканнини, член левоцентристского крыла Христианско-демократической партии и её секретарь, на заседании руководства ХДП предложил «собрать все партии конституционной арки», включая ИКП, и раскритиковал тех, кто выступил за продолжение старой политики игнорирования в отношении неё. В качестве ответного шага на «исторический компромисс» Берлингуэра, он предложил заменить на посту Председателя Палаты депутатов социалиста Сандро Пертини на коммуниста Пьетро Инграо. Активные попытки влиятельного лидера христианских демократов, экс-премьера Альдо Моро, добиться сближения между ХДП и ИКП на платформе борьбы с политическим экстремизмом (в частности, неоднократные его встречи с Энрико Берлингуэром, Джорджо Наполитано, Джорджо Амендолой и другими руководителями компартии) привели к согласию последней поддержать кандидатуру христианского демократа Джулио Андреотти на пост премьер-министра в обмен на включение коммунистов в состав нового коалиционного правительства (на что сам Андреотти при поддержке большинства руководства партий-членов «Пентопартито» идти не хотел, но Моро дал Берлингуэру слово, что добьётся принятия этого решения). 16 марта 1978 года, в день дебатов о доверии новому правительству, Моро (собиравшийся отстаивать необходимость формирования кабинета с участием коммунистов) по пути на них был похищен боевиками «Красных бригад» и после убит ими (при этом руководство ХДП и ИСП вместе с премьером Андреотти не предпринимало усилий для его вызволения). Это побудило ИКП согласиться поддержать правительство Андреотти в парламенте в целях консолидации общества, однако примерно через год компартия вновь перешла в оппозицию, не наблюдая никакого воздействия своих предложений на решения правительства. В феврале 1980 года на XIV съезде Христианско-демократической партии противники сотрудничества с ИКП во главе с Аминторе Фанфани получили 57,7% голосов делегатов, сторонники «исторического компромисса» во главе с Закканнини, оставшиеся без поддержки влиятельного Альдо Моро, получили лишь 42,3%. Это исключало продолжение «исторического компромисса». Берлингуэр попытался договориться с новым секретарём ХДП Фламинио Пикколи о продолжении сотрудничества между партиями, но безуспешно. Усилилось сопротивление «историческому компромиссу» и в рядах самой ИКП, результаты партии на муниципальных выборах 1978 года и внеочередных парламентских выборах 1979 года начали ощутимо ухудшаться (почти на 4 процентных пункта), что говорило о снижении поддержки партии со стороны католического и радикально настроенного электората.
Несмотря на неоднократные попытки коммунистов добиться соглашения с правящей коалицией, за весь период существования Первой республики (1947—1994) ни в одном составе Совета министров Италии не было ни министров, ни их заместителей от ИКП. Они смогут попасть в итальянское правительство только в 1996 году, когда член Движения унитарных коммунистов Рино Серри получит пост заместителя министра иностранных дел в первом кабинете Романо Проди, уже после роспуска ИКП.
Комментируя автобиографическую книгу Джорджо Наполитано «Dal PCI al socialismo europeo. Un'autobiografia politica», журналист Барбара Спинелли выразила мнение, что ИКП была сама виновна в появлении принципа «conventio ad excludendum», отказываясь от преобразования по пути реформизма (как это сделала соцпартия, в период руководства Беттино Кракси отказавшаяся от марксизма) и полного разрыва связей с СССР.

## В отношении ИСД
Помимо компартии, принцип «conventio ad excludendum» применялся также, но в меньшей степени, по отношению к неофашистскому Итальянскому социальному движению. В отличие от ИКП (которую партии «Пентопартито» максимум допускали в качестве члена «конституционной арки»), Беттино Кракси во время своего премьерства рассматривал вопрос не только о вхождении ИСД в неё, но и включении его представителей (из умеренного крыла партии, стоящего на правоконсервативных позициях) в состав своего правительства. При этом ХДП долгое время придерживалась более принципиального курса в отношении ИСД, блокируя его за пределами парламентского большинства (куда ИКП по ряду вопросов допускалась).